# Alessandra Torresani

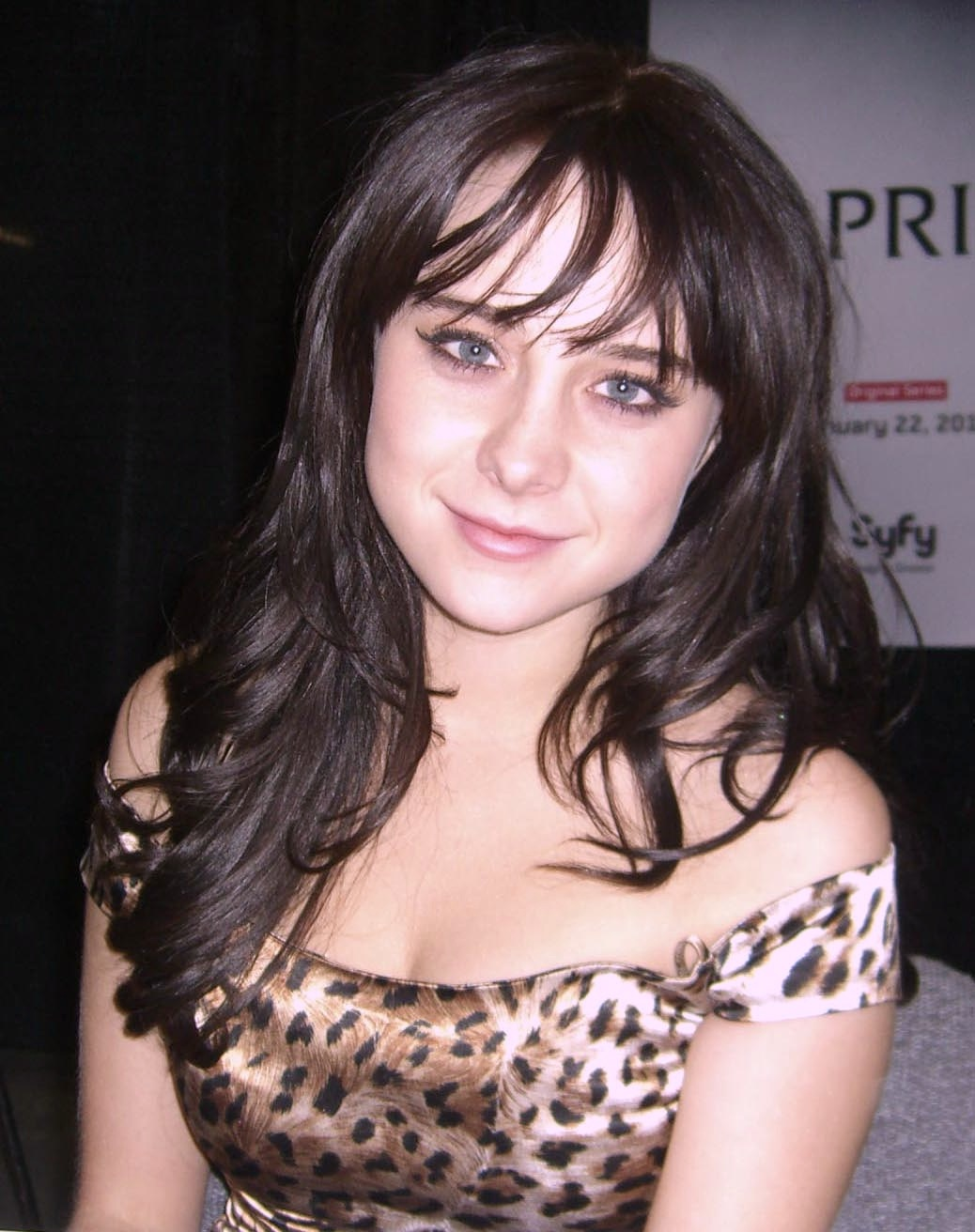
Alessandra Torresani (2009)

Alessandra Olivia Torresani (* 29. Mai 1987 in Palo Alto, Kalifornien, auch bekannt als Alessandra Toreson) ist eine US-amerikanische Schauspielerin.

## Biografie
Torresani wurde am 29. Mai 1987 als Tochter italienischer Einwanderer in Palo Alto geboren. Bereits als Kind nahm sie Unterricht in Tanz, Gesang und Schauspiel, außerdem hat sie einen schwarzen Gürtel in Taekwondo. Mit neun Jahren moderierte sie den „WB Kids Club“ und startete damit ihre Fernsehkarriere. Im Jahr 2000 zog sie mit ihrer Familie nach Los Angeles um.
Sie spielte Rollen in verschiedenen Serien und Filmen, unter anderem hatte sie Auftritte in Terminator: S.C.C., CSI: Den Tätern auf der Spur, Malcolm mittendrin, The Big Bang Theory und Der große Kampf, sowie als Zoe Graystone in der Science-Fiction-Serie Caprica.

## Filmografie (Auswahl)

### Filme
- 1999: Get The Dog – Verrückt nach Liebe (Lost & Found)
- 2000: Mad Song
- 2000: Baby Bedlam
- 2003: Newton
- 2004: Der große Kampf (Going to the Mat)
- 2006: Grand Union
- 2008: Happy Campers
- 2012: Playback
- 2012: Ghost Horror House – The Leroux Spirit Massacre (American Horror House)
- 2013: Black Rapunzel
- 2014: Acid Girls
- 2016: Car Dogs
- 2016: Outlaw
- 2018: Step Sisters

### Fernsehserien
- 1997: KaBlam! (eine Folge)
- 1998: Emergency Room – Die Notaufnahme (ER, eine Folge)
- 2000: Popular (eine Folge)
- 2001–2003: Malcolm mittendrin (Malcolm in the Middle, zwei Folgen)
- 2004: JAG – Im Auftrag der Ehre (JAG, eine Folge)
- 2004: Arrested Development (eine Folge)
- 2004: Keine Gnade für Dad (Grounded for Life, Folge 5.7: Gesundheit!)
- 2005: Familienstreit de Luxe (The War at Home, eine Folge)
- 2007: Bones – Die Knochenjägerin (Bones, eine Folge)
- 2008: Terminator: The Sarah Connor Chronicles (eine Folge)
- 2009: CSI: Den Tätern auf der Spur (CSI: Crime Scene Investigation, eine Folge)
- 2009–2010: Caprica (18 Folgen)
- 2011: Warehouse 13 (Folge 3.9: Die Schatten des Schreckens)
- 2011: American Horror Story (zwei Folgen)
- 2011–2013: Husbands (acht Folgen)
- 2014: Two and a Half Men (Folge 12.4: Zehn Finger, zehn Zehen)
- 2015: Workaholics (Folge 5.1)
- 2016–2017: The Big Bang Theory (fünf Folgen)
- 2016: Lucifer (Folge 1.10: Mord nach Rezept)